# Chambre de commerce et d'industrie de Toulouse
La chambre de commerce et d'industrie de la Haute-Garonne est la chambre de commerce et d'industrie du département de la Haute-Garonne. Son siège est à Toulouse au 2, rue d'Alsace-Lorraine. Elle a une antenne à Saint-Gaudens.
Elle fait partie de la chambre de commerce et d'industrie de région Occitanie.

## Missions
C'est un organisme chargé de représenter les intérêts des entreprises commerciales, industrielles et de service de la Haute-Garonne et de leur apporter certains services. Elle est aussi un établissement public qui gère en outre des équipements au profit de ces entreprises.
Comme toutes les CCI, elle est placée sous la double tutelle du Ministère de l'Industrie et du Ministère des PME, du Commerce et de l'Artisanat.

### Service aux entreprises
- Centre de formalités des entreprises
- Assistance technique au commerce
- Assistance technique à l'industrie
- Assistance technique aux entreprises de service
- Point A (apprentissage)

### Gestion d'équipements
- Aéroport Toulouse Blagnac jusqu'en mars 2007.

### Centres de formation
- École supérieure de commerce de Toulouse ;
- Institut de Perfectionnement Consulaire.
- Centre de Formation des Industries de l’Habillement.
- Centre de Formation Industrielle pour les ouvriers et techniciens.

## Historique

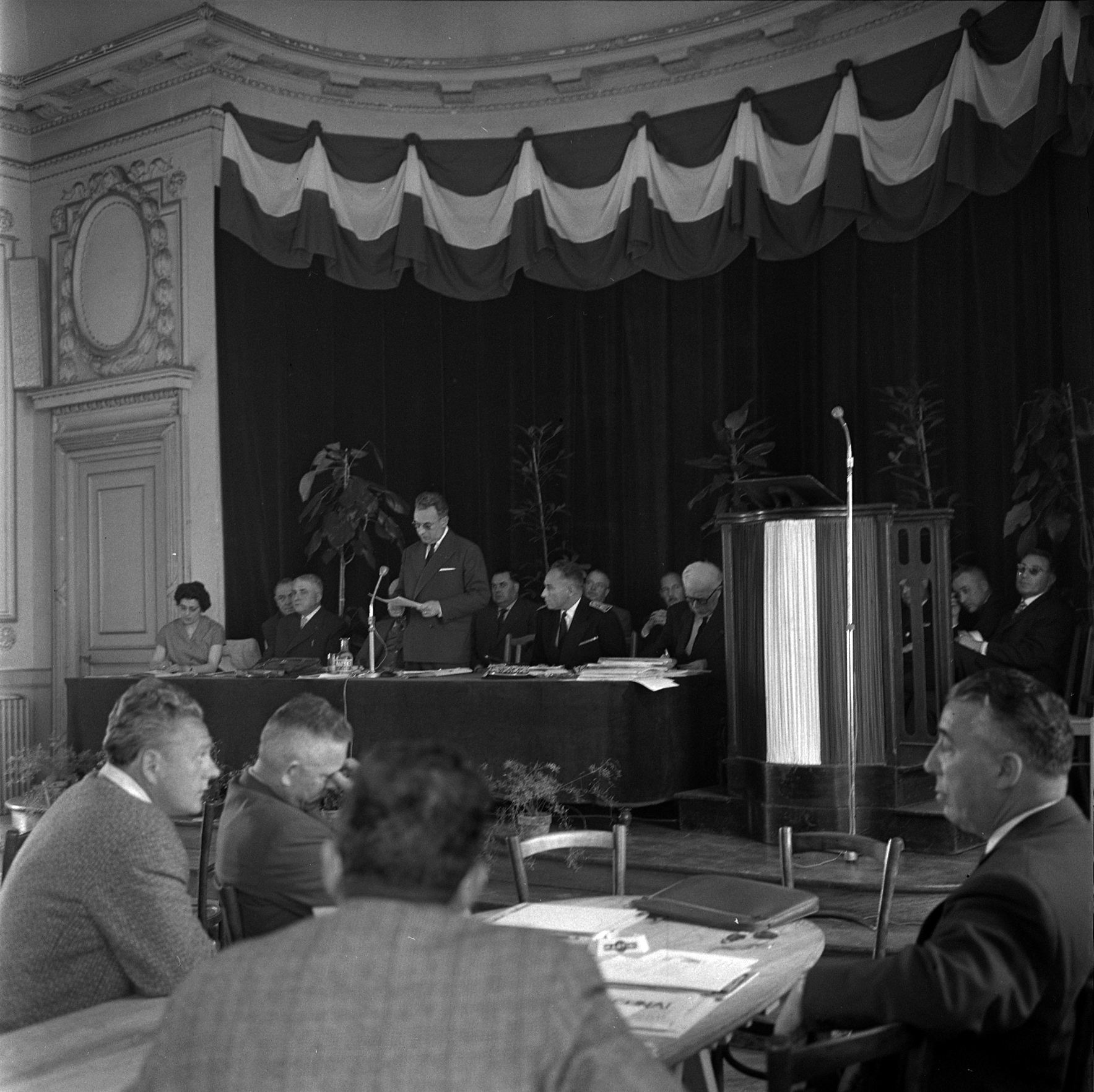
Congrès de la Mutuelle des Orphelins de la Police, 15 juin 1961. Photographie d'André Cros conservée aux Archives municipales de Toulouse.

- 1549 : Création de la Bourse des Marchands, puissante corporation et en même temps juridiction commerciale.
- 29 décembre 1703 : Création de la chambre de commerce.
- 1902 : Création de l’École Supérieure de Commerce
- 1904 : Office des Transports du Sud-Ouest.
- 1950 - 2007 : Gestionnaire de l’Aéroport de Toulouse-Blagnac.
- 1964 : Institut de Perfectionnement Consulaire.
- 1973 : Centre de Formation des Industries de l’Habillement.
- 1977 : Centre de Formation Industrielle pour les ouvriers et techniciens.

### Liste des présidents
- Théodore Fulgence Ozenne

## Identité visuelle

### Logos

Ancien logo de la CCI de Toulouse de [Quand ?] à septembre 2011
Logo de la CCI de Toulouse depuis septembre 2011

## Pour approfondir